# Zombie 100 - Cento cose da fare prima di non-morire
Zombie 100 - Cento cose da fare prima di non-morire (ゾン100 ～ゾンビになるまでにしたい100のこと～?, Zon 100 ~ Zonbi ni naru made ni shitai 100 no koto ~, lett. "Zom 100 - 100 cose che voglio fare prima di diventare uno zombie") è un manga scritto da Haro Asō e disegnato da Kotaro Takata. Viene serializzato sulla rivista Monthly Sunday Gene-X di Shōgakukan a partire dal 19 ottobre 2018. In Italia il manga è edito da J-Pop, mentre in America del Nord da Viz Media, in Francia da Kana e in Indonesia da Elex Media Komputindo.
L'opera è stata adattata come serie televisiva anime da Bug Films e trasmessa dal 9 luglio al 25 dicembre 2023. I diritti per lo streaming dell'anime al di fuori dell'Asia sono stati acquistati da Viz Media, mentre quelli per la riproduzione nell'Asia meridionale e nel Sud-est asiatico da Muse Communication.
Il 3 agosto 2023 è stato pubblicato anche un adattamento cinematografico live-action della serie su Netflix.

## Trama
Akira Tendo è un giovane brillante che finalmente realizza il proprio sogno di entrare in una rinomata azienda pubblicitaria. Fin dal primo giorno si accorge però di lavorare per una black company, ovvero un'azienda dedita allo sfruttamento dei propri dipendenti. Tre anni dopo, in un giorno qualunque, Tokyo e il Giappone tutto vengono invasi dagli zombi. Invece di lasciarsi andare allo sconforto Akira è l'unico che accoglie la notizia come una liberazione dalla propria vita fatta di soprusi e sfruttamento. Non dovendo più andare a lavorare Akira decide di vivere come meglio crede e a tale scopo compila una lista di 100 cose (che inizialmente sono solo 33) da fare prima di lasciarsi trasformare in zombi.

## Personaggi
Akira Tendo (天道 輝?, Tendō Akira)
Doppiato da: Shūichirō Umeda (ed. giapponese), Simone Lupinacci (ed. italiana)
Interpretato da: Eiji Akaso e doppiato da Jacopo Calatroni (ed. italiana live action)
Shizuka Mikazuki (三日月 閑?, Mikazuki Shizuka)
Doppiata da: Tomori Kusunoki (ed. giapponese), Katia Sorrentino (ed. italiana)
Interpretata da: Mai Shiraishi e doppiata da Elisa Giorgio (ed. italiana live action)
Kenichiro Ryuuzaki (竜崎 憲一朗?, Ryūzaki Ken'ichirō) / Kencho (ケンチョ?)
Doppiato da: Makoto Furukawa (ed. giapponese), Diego Baldoin (ed. italiana)
Interpretato da: Shuntarō Yanagi e doppiato da Mattia Bressan (ed. italiana live action)
Beatrix Amerhauser (ベアトリクス・アメルハウザー?, Beatorikusu Ameruhauzā) / Bea (ベア?)
Doppiata da: Minami Takahashi (ed. giapponese), Tania De Domenico (ed. italiana)
Gonzou Kosugi (小杉 権蔵?, Kosugi Gonzō)
Doppiato da: Kenta Miyake (ed. giapponese), Silvio Pandolfi (ed. italiana)
Interpretato da: Kazuki Kitamura e doppiato da Luca Ghignone (ed. italiana live action)

## Media

### Manga
Scritto da Haro Asō e disegnato da Kotaro Takata, il manga ha iniziato la serializzazione sulla rivista Monthly Sunday Gene-X di Shōgakukan il 19 ottobre 2018, che ha successivamente raccolto i suoi capitoli in singoli volumi tankōbon. Il primo volume è stato pubblicato il 19 marzo 2019. Al 18 luglio 2025 sono stati pubblicati venti volumi.
In Italia la serie è edita da J-Pop che la pubblica a partire dal 21 aprile 2021. La traduzione dei testi è curata da Matteo Cremaschi. In Nord America è pubblicata da Viz Media, che ha annunciato l'uscita in inglese della serie a luglio 2020. Il 9 maggio 2023 la casa editrice ha lanciato il servizio Viz Manga per permettere ai lettori di leggere il manga in versione digitale. I capitoli della serie vengono pubblicati in inglese in Nord America non appena vengono pubblicati in Giappone.
La serie è concessa in licenza in Francia da Kana, e in Indonesia da Elex Media Komputindo.

#### Volumi
| 1  | 19 marzo 2019 | ISBN 978-4-09-157561-6 | 21 aprile 2021    | ISBN 978-88-349-0440-4 |
| 1  | Capitoli - 1. (アキラオブザデッド?, Akira obu za Deddo) - 2. (バケットリストオブザデッド?, Baketto Risuto obu za Deddo) - 3. (ベストフレンドオブザデッド?, Besuto Furendo obu za Deddo) - 3.5. (サクラモチオブザデッド?, Sakura Mochi obu za Deddo) |                        |                   |                        |
| 2  | 19 luglio 2019 | ISBN 978-4-09-157568-5 | 26 maggio 2021    | ISBN 978-88-349-0653-8 |
| 2  | Capitoli - 4. (CAオブザデッド①?, CA obu za Deddo 1) - 5. (CAオブザデッド②?, CA obu za Deddo 2) - 6. (ヒーローオブザデッド①?, Hīrō obu za Deddo 1) - 7. (ヒーローオブザデッド②?, Hīrō obu za Deddo 2) |                        |                   |                        |
| 3  | 18 ottobre 2019 | ISBN 978-4-09-157575-3 | 28 luglio 2021    | ISBN 978-88-349-0691-0 |
| 3  | Capitoli - 8. (キャンピングカーオブザデッド?, Kyanpingu kā obu za Deddo) - 9. (SAオブザデッド①?, SA obu za Deddo 1) - 10. (SAオブザデッド②?, SA obu za Deddo 2) - 11. (SAオブザデッド③?, SA obu za Deddo 3) |                        |                   |                        |
| 4  | 19 febbraio 2020 | ISBN 978-4-09-157587-6 | 29 settembre 2021 | ISBN 978-88-349-0761-0 |
| 4  | Capitoli - 12. (スシオブザデッド?, Sushi obu za Deddo) - 13. (ホットスプリングオブザデッド?, Hotto Supuringu obu za Deddo) - 14. (ツリーハウスオブザデッド?, Tsurīhausu obu za Deddo) - 15. (ホームタウンオブザデッド①?, Hōmutaun obu za Deddo 1) - Bonus. (ショークラブオブザデッド?, Shō Kurabu obu za Deddo)                                                                                               |                        |                   |                        |
| 5  | 19 giugno 2020 | ISBN 978-4-09-157598-2 | 1º dicembre 2021  | ISBN 978-88-349-0826-6 |
| 5  | Capitoli - 16. (ホームタウンオブザデッド②?, Hōmutaun obu za Deddo 2) - 17. (ホームタウンオブザデッド③?, Hōmutaun obu za Deddo 3) - 18. (ホームタウンオブザデッド④?, Hōmutaun obu za Deddo 4) - 19. (ホームタウンオブザデッド⑤?, Hōmutaun obu za Deddo 5) - Bonus. (マッチングアプリオブザデッド?, Macchingu Apuri obu za Deddo)                                                                               |                        |                   |                        |
| 6  | 16 ottobre 2020 | ISBN 978-4-09-157609-5 | 19 gennaio 2022   | ISBN 978-88-349-0895-2 |
| 6  | Capitoli - 20. (ホームタウンオブザデッド⑥?, Hōmutaun obu za Deddo 6) - 21. (ホームタウンオブザデッド⑦?, Hōmutaun obu za Deddo 7) - 22. (クロスカントリーオブザデッド?, Kurosu-Kantorī obu za Deddo) - Bonus. (マンガニク オブ ザ デッド?, Manganiku obu za Deddo) - Bonus. (コーサカオブザデッド?, Kōsaka obu za Deddo)                                                                                       |                        |                   |                        |
| 7  | 19 gennaio 2021 | ISBN 978-4-09-157621-7 | 16 marzo 2022     | ISBN 978-88-349-0952-2 |
| 7  | Capitoli - 23. (スパルタスロンオブザデッド?, Suparutasuron obu za Deddo) - 24. (スイートルームオブザデッド①?, Suītorūmu obu za Deddo 1) - 25. (スイートルームオブザデッド②?, Suītorūmu obu za Deddo 2) - 26. (スイートルームオブザデッド③?, Suītorūmu obu za Deddo 3) - Bonus. "Akira in Borderland (今際の国のアキラ?, Imawa no kuni no Akira)                                                               |                        |                   |                        |
| 8  | 19 maggio 2021 | ISBN 978-4-09-157609-5 | 4 maggio 2022     | ISBN 978-88-349-1025-2 |
| 8  | Capitoli - 27. (サケオブザデッド?, Sake obu za Deddo) - 28. (ダイナソーオブザデッド①?, Dainasō obu za Deddo 1) - 29. (ダイナソーオブザデッド②?, Dainasō obu za Deddo 2) - 30. (ヒツマブシオブザデッド?, Hitsumabushi obu za Deddo) |                        |                   |                        |
| 9  | 19 ottobre 2021 | ISBN 978-4-09-157653-8 | 13 luglio 2022    | ISBN 978-88-349-1085-6 |
| 9  | Capitoli - 31. (ミリオネアオブザデッド①?, Mirionea obu za Deddo 1) - 32. (ミリオネアオブザデッド②?, Mirionea obu za Deddo 2) - 33. (ミリオネアオブザデッド③?, Mirionea obu za Deddo 3) - 34. (ミリオネアオブザデッド④?, Mirionea obu za Deddo 4) - Bonus. (ホワイトニングオブザデッド?, Howaitoningu obu za Deddo)                                                                                            |                        |                   |                        |
| 10 | 18 febbraio 2022 | ISBN 978-4-09-157669-9 | 14 settembre 2022 | ISBN 978-88-349-1145-7 |
| 10 | Capitoli - 35. (ミリオネアオブザデッド⑤?, Mirionea obu za Deddo 5) - 36. (ゲイシャオブザデッド①?, Geisha obu za Deddo 1) - 37. (ゲイシャオブザデッド②?, Geisha obu za Deddo 2) - 38. (ピルグリメイジオブザデッド①?, Pirugurimeiji obu za Deddo) |                        |                   |                        |
| 11 | 17 giugno 2022 | ISBN 978-4-09-157681-1 | 23 novembre 2022  | ISBN 978-88-349-1219-5 |
| 11 | Capitoli - 39. (ピルグリメイジオブザデッド②?, Pirugurimeiji obu za Deddo 2) - 40. (ピルグリメイジオブザデッド③?, Pirugurimeiji obu za Deddo 3) - 41. (クルーザーオブザデッド①?, Kurūzā obu za Deddo 1) - 42. (クルーザーオブザデッド②?, Kurūzā obu za Deddo 2) |                        |                   |                        |
| 12 | 17 novembre 2022 | ISBN 978-4-09-157700-9 | 24 maggio 2023    | ISBN 978-88-349-2067-1 |
| 12 | Capitoli - 43. (デザートアイランドオブザデッド①?, Dezāto Airando obu za Deddo 1) - 44. (デザートアイランドオブザデッド②?, Dezāto Airando obu za Deddo 2) - 45. " (SLオブザデッド?, SL obu za Deddo) - 46. (プレシャスオブザデッド?, Pureshasu obu za Deddo) |                        |                   |                        |
| 13 | 17 febbraio 2023 | ISBN 978-4-09-157728-3 | 29 novembre 2023  | ISBN 978-88-349-1329-1 |
| 13 | Capitoli - 47. (サバゲーオブザデッド①?, Sabagē obu za Deddo 1) - 48. (サバゲーオブザデッド②?, Sabagē obu za Deddo 2) - 49. (サバゲーオブザデッド③?, Sabagē obu za Deddo 3) - 50. (サバゲーオブザデッド④?, Sabagē obu za Deddo 4) |                        |                   |                        |
| 14 | 30 giugno 2023 | ISBN 978-4-09-157756-6 | 22 maggio 2024    | ISBN 978-88-349-2575-1 |
| 14 | Capitoli - 51. (サバゲーオブザデッド⑤?, Sabagē obu za Deddo 5) - 52. (グランパオブザデッド①?, Guranpa obu za Deddo 1) - 53. (グランパオブザデッド②?, Guranpa obu za Deddo 2) - 54. (ブルーマーリン・オブ・ザ・デッド?, Burū Mārin obu za Deddo) |                        |                   |                        |
| 15 | 19 settembre 2023 | ISBN 978-4-09-157781-8 | 28 agosto 2024    | ISBN 978-88-349-2701-4 |
| 15 | Capitoli - 55. (ドルフィンオブザデッド①?, Dorufin obu za Deddo 1) - 56. (ドルフィンオブザデッド②?, Dorufin obu za Deddo 2) - 57. (ドルフィンオブザデッド③?, Dorufin obu za Deddo 3) - Bonus. (今際の国のケンチョ?, Imawa no kuni no kencho) - Bonus. (メイキングオブザデッド(アニメ編)?, Meikingu obu za Deddo (anime-hen)) - Bonus. (メイキングオブザデッド(実写映画)?, Meikingu obu za Deddo (jissha eiga)) |                        |                   |                        |
| 16 | 19 febbraio 2024 | ISBN 978-4-09-157795-5 | 27 novembre 2024  | ISBN 978-88-349-3079-3 |
| 16 | Capitoli - 58. (ホラーマンションオブザデッド①?, Horā Manshon obu za Deddo 1) - 59. (ホラーマンションオブザデッド②?, Horā Manshon obu za Deddo 2) - 60. (ホラーマンションオブザデッド③?, Horā Manshon obu za Deddo 3) - 61. (ハピネス オブ ザ デッド?, Hapinesu obu za Deddo) |                        |                   |                        |
| 17 | 19 giugno 2024 | ISBN 978-4-09-157826-6 | 4 giugno 2025     | ISBN 978-88-349-3343-5 |
| 17 | Capitoli - 62. (アウタースペースオブザデッド①?, Autā Supēsu obu za Deddo 1) - 63. (アウタースペースオブザデッド②?, Autā Supēsu obu za Deddo 2) - 64. (アウタースペースオブザデッド②?, Autā Supēsu obu za Deddo 3) - 65. (アウタースペースオブザデッド④?, Autā Supēsu obu za Deddo 4) |                        |                   |                        |
| 18 | 19 novembre 2024 | ISBN 978-4-09-157845-7 | —                 | —                      |
| 18 | Capitoli - 66. (アウタースペースオブザデッド⑤?, Autā Supēsu obu za Deddo 5) - 67. (アウタースペースオブザデッド⑥?, Autā Supēsu obu za Deddo 6) - 68. (アウタースペースオブザデッド⑦?, Autā Supēsu obu za Deddo 7) - 69. (アウタースペースオブザデッド⑧?, Autā Supēsu obu za Deddo 8) |                        |                   |                        |
| 19 | 18 marzo 2025 | ISBN 978-4-09-157877-8 | —                 | —                      |
| 19 | Capitoli - 70. (サファリオブザデッド①?, Safari obu za Deddo 1) - 71. (サファリオブザデッド②?, Safari obu za Deddo 2) - 72. (サファリオブザデッド③?, Safari obu za Deddo 3) - 73. (目玉焼きオブザデッド?, Medamayaki obu za Deddo) |                        |                   |                        |
| 20 | 18 luglio 2025 | ISBN 978-4-09-157886-0 | —                 | —                      |
| 20 | Capitoli - 74. (スカイダイビングオブザデッド①?, Sukaidaibingu obu za Deddo 1) - 74.2. (スカイダイビングオブザデッド②?, Sukaidaibingu obu za Deddo 2) - 75. (ハイサイオブザデッド①?, Haisai obu za Deddo 1) - 76. (ハイサイオブザデッド②?, Haisai obu za Deddo 2) - 77. (ハイサイオブザデッド③?, Haisai obu za Deddo 3)                                                                                        |                        |                   |                        |

#### Capitoli non ancora in formatotankōbon
Questa lista è suscettibile di variazioni e potrebbe essere incompleta o non aggiornata.

- 78.  (ハイサイオブザデッド④?, Haisai obu za Deddo 4)

### Anime

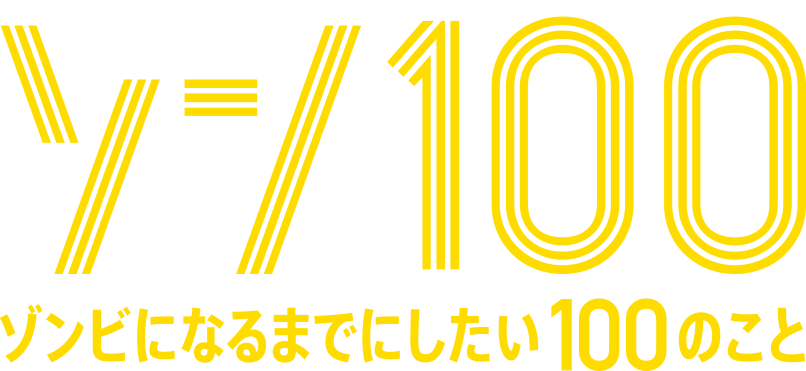
Logo della serie

Il 6 gennaio 2023 è stato annunciato un adattamento come anime della serie come parte di un accordo tra Viz Media, Shōgakukan e Shōgakukan-Shūeisha Productions. È stato prodotto da Bug Films e diretto da Kazuki Kawagoe, con Hanako Ueda come assistente alla regia, Hiroshi Seko come sceneggiatore e Kii Tanaka come character designer. I design degli zombie sono stati affidati a Junpei Fukuchi, mentre la colonna sonora è stata composta da Makoto Miyazaki. La serie è stata trasmessa dal 9 luglio al 25 dicembre 2023 con un episodio speciale trasmesso il 6 agosto dello stesso anno, nel blocco di programmazione Nichigo su tutte le stazioni del JNN in Giappone, incluse MBS e TBS. La sigla di apertura è Song of the Dead (ソングオブザデッド?, Songu obu za Deddo) dei Kana-Boon, mentre la sigla di chiusura è Happiness of the Dead (ハピネス オブ ザ デッド?, Hapinesu obu za Deddo) di Shiyui.
Hulu, Netflix e Crunchyroll hanno trasmesso la serie in streaming negli Stati Uniti contemporaneamente alla sua uscita in Giappone. Muse Communication ha concesso in licenza la serie nell'Asia-Pacifico.
Il doppiaggio italiano è stato pubblicato su Crunchyroll a partire dal 30 luglio 2023 al 5 febbraio 2024. L'episodio speciale è inedito in Italia. Il doppiaggio italiano è stato curato da Molok Studios di Milano sotto la direzione Francesca Tretto. L'adattamento dei dialoghi dell'edizione italiana è stato effettuato da Anna Papace.

#### Episodi
| Nº | Titolo italiano Giapponese 「Kanji」 - Rōmaji | In onda           | In onda           |
| Nº | Titolo italiano Giapponese 「Kanji」 - Rōmaji | Giapponese        | Italiano          |
| 1  | Akira of the dead 「アキラ オブ ザ デッド」 - Akira obu za Deddo | 9 luglio 2023     | 30 luglio 2023    |
| 1  | Akira Tendo è un giovane impiegato che odia il suo lavoro. Tre anni fa, un eccitato Akira è venuto a Tokyo per lavorare dopo la laurea, ma è diventato sempre più disilluso dopo aver appreso che la sua azienda sfrutta spietatamente i propri dipendenti. Nonostante sia depresso, continua a rimanere a causa della sua collega, Saori Ohtori, l'unica che lo tratta con gentilezza ma non è in grado di confessare i suoi sentimenti poiché Ohtori è anche l'amante dell'amministratore delegato. Quando un'epidemia di zombie colpisce Tokyo, piuttosto che disperare, Akira la saluta con felicità poiché è finalmente libero. Si dirige verso l'appartamento di Ohtori per salvarla solo per scoprire che era troppo tardi poiché lei e l'amministratore delegato si sono trasformati in zombie. Akira dice all'amministratore delegato che si dimette prima di spingerlo verso la morte e confessa i suoi sentimenti a un Ohtori zombificata prima di fuggire. Rendendosi conto che potrebbe essere ucciso durante l'epidemia, Akira fa una lista di 100 cose che vuole fare prima di diventare uno zombie. |                   |                   |
| 2  | Bucket list of the dead 「バケットリスト オブ ザ デッド」 - Baketto Risuto obu za Deddo | 16 luglio 2023    | 6 agosto 2023     |
| 2  | Akira inizia a godersi la sua ritrovata libertà bevendo birra al mattino. Tuttavia, presto si rende conto di essere rimasto senza. Sgattaiolando lungo un tubo per evitare gli zombie, incontra i Kousaka, i suoi vicini disperati che diventano più speranzosi vedendo il suo comportamento allegro. Quando arriva al minimarket, Akira incontra un'altra sopravvissuta che rovista nel posto, che lo rimprovera per aver preso solo oggetti che considera non necessari per la sopravvivenza. Lei se ne va dopo avergli salvato la vita. Con la sua moto distrutta, alla fine trova una moto e la usa per fuggire. Quando finalmente torna a casa, Akira nota che gli zombie sono riusciti a fare irruzione nell'appartamento dei Kousaka. Ritiratosi nel suo appartamento, riflette solennemente sulla sua situazione. In quanto tale, Akira scrive una lista di 100 cose da fare prima di diventare uno zombie. Nel frattempo, un flashback mostra che prima di incontrare Akira, la ragazza era ossessionata dalla sopravvivenza, ma dopo averlo incontrato inizia a chiedersi se ci possa essere spazio per un po' di divertimento. |                   |                   |
| 3  | Best friend of the dead 「ベストフレンド オブ ザ デッド」 - Besuto Furendo obu za Deddo | 23 luglio 2023    | 13 agosto 2023    |
| 3  | Shou e gli altri sopravvissuti difendono il Club Shou-Time. Nel frattempo, dopo che Akira ha cancellato la crescita di una bella barba dalla sua lista dei desideri, giura di trovare il suo amico Kencho. Si accorge quindi che il suo telefono ha notifiche non lette. Altrove, Kencho è intrappolato al Club Shou-Time quando riceve una chiamata da Akira, che promette di incontrarlo. Mentre si dirige a Shinjuku, Akira ricorda la loro amicizia prima dello scoppio dell'epidemia. Proprio mentre gli zombie stanno per uccidere Shou, sono distratti quando sentono del rumore. Una volta che Akira e Kencho si riuniscono, Akira si scusa con Kencho per essere geloso di lui prima che gli zombi li inseguano sul tetto. Dopo che Akira salta con successo sul tetto di un altro edificio, dice a Kencho di fare lo stesso. Kencho rifiuta e rivela ad Akira che odiava il suo lavoro di agente immobiliare e quello che vuole davvero fare è essere un cabarettista. Con l'incoraggiamento di Akira, Kencho ce la fa mentre si toglie i vestiti. Più tardi quella notte, Akira e Kencho hanno una conversazione mentre sono nudi. |                   |                   |
| 4  | Hostess of the dead 「CA オブ ザ デッド」 - Shī Ē obu za Deddo | 30 luglio 2023    | 20 agosto 2023    |
| 4  | Akira e Kencho decidono di andare al grande magazzino per prendere una TV a schermo piatto poiché Akira l'aveva nella sua lista dei desideri. Quando arrivano lì, scoprono di non essere soli quando incontrano un vecchio e tre assistenti di volo di nome Yukari, Maki e Reika. Finiscono per bere e cenare con le ragazze, che era un'altra cosa nella lista dei desideri. Akira alla fine beve troppo cercando di impressionare le ragazze, mentre Kencho e Maki si dirigono al reparto mobili per fare sesso. Nel frattempo, Reika viene attaccata dal vecchio zombificato. Yukari in seguito si avvicina ad Akira e i due alla fine hanno una conversazione sul lavoro dei loro sogni. Quando Kencho indaga sul trambusto, Maki viene uccisa da una Reika zombificata, mentre lo stesso Kencho è costretto a spaccare la testa di Reika. Mentre Yukari sta per dire qualcosa ad Akira, viene attaccata e morsa dal vecchio. Nonostante le suppliche di Akira, si sacrifica volentieri quando il vecchio li attacca di nuovo. Akira e Kencho riescono a fuggire con una TV a schermo piatto. Quando tornano alla loro base, Akira aggiunge il suo desiderio di ricordare il suo sogno d'infanzia alla sua lista dei desideri. |                   |                   |
| SP | 「ゾン100 特番～ゾンビから逃げ切るために準備したい100のこと～」 - Zom 100 tokuban ~Zombie kara nigekiru tame ni junbi shitai 100 no koto~ | 6 agosto 2023     | -                 |
| SP | Un riassunto che copre i primi quattro episodi della serie. |                   |                   |
| 5  | Hero of the dead 「ヒーロー オブ ザ デッド」 - Hīrō obu za Deddo | 13 agosto 2023    | 3 settembre 2023  |
| 5  | Ricordando quello che era il suo sogno d'infanzia, Akira si dirige all'acquario con Kencho per prendere un costume da squalo in modo da poter realizzare il sogno di essere un supereroe. Altrove, la ragazza che Akira ha incontrato in precedenza è su un autobus quando uno dei passeggeri si trasforma in uno zombie. Lei e i sopravvissuti rimasti si dirigono verso l'acquario dove vengono salvati da Akira. Quando lui si avvicina a lei, lei mette in discussione le sue motivazioni. Dopo aver indagato su un forte rumore, Akira e Kencho scoprono che uno squalo zombificato con le gambe è a piede libero. Mentre tutti scappano, la ragazza viene lasciata indietro. Una volta che Akira la salva di nuovo, escogita un piano per fermare lo squalo. Un Kencho nudo fornisce una distrazione che permette ad Akira di fulminare lo squalo. Prima di separarsi, Akira e la ragazza, il cui nome è Shizuka Mikazuki, si scambiano le informazioni di contatto. |                   |                   |
| 6  | Camper of the dead 「キャンピングカー オブ ザ デッド」 - Kyanpingu Kā obu za Deddo | 27 agosto 2023    | 17 settembre 2023 |
| 6  | Dopo che Akira e Kencho hanno preso un paio di orologi d'oro massiccio, decidono di dirigersi a Gunma. Quando arrivano in un concessionario di camper, si imbattono in Shizuka. Una volta scelto un camper, il trio continua il suo viaggio fino a quando non viene fermato da una striscia chiodata, che ferisce anche Kencho. Vengono poi affrontati da un gruppo guidato da Gonzou Kosugi, l'ex capo di Akira. Un nervoso Akira accetta con riluttanza di lavorare di nuovo per Gonzou per due giorni in cambio di usare la sua fermata del camion. Il giorno dopo, mentre Shizuka è con Kencho, un infastidito Gonzou è costretto ad annunciare che sta organizzando una festa di benvenuto per Akira e i suoi amici dopo aver sorpreso Akira a raffreddare la birra per tutti. Gonzou in seguito schernisce Akira quando il primo rivela che sta usando il secondo, gli zombie e tutti gli altri come manodopera a basso costo. |                   |                   |
| 7  | Service Area of the dead 「SA オブ ザ デッド」 - Sābisu Eria obu za Deddo | 3 settembre 2023  | 24 settembre 2023 |
| 7  | Vedere Akira abusata da Gonzou ricorda a Shizuka come suo padre controllasse ogni aspetto della sua vita. Mentre è nel camper, Shizuka trova la lista dei desideri di Akira e vi scrive "Tell Kosugi Off". Altrove, all'insaputa di un paio di membri della squadra di raccolta dei rifornimenti, uno zombie si nasconde nel loro camion. Tornati alla fermata del camion, quando Akira, Kencho e Shizuka tentano di andarsene, Gonzou manipola Akira per farglielo rimanere. Una furiosa Shizuka rimprovera Gonzou di essere un codardo prima di restituirgli ad Akira la sua lista dei desideri, che rivela ciò che ha scritto in precedenza. In quanto tale, Akira ottiene finalmente la fiducia necessaria per rimproverare Gonzou. Una volta che il caos si scatena quando il camion arriva e rilascia lo zombie, Akira neutralizza con successo la situazione e salva tutti, anche Gonzou. Dopo che la sua banda lo ha lasciato alla fermata del camion a causa del suo comportamento violento e controllante, nonché della sua codardia, Akira, Kencho e Shizuka continuano il loro viaggio. |                   |                   |
| 8  | Sushi and Hotspring of the dead 「スシ&ホットスプリング オブ ザ デッド」 - Sushi ando Hotto Supuringu obu za Deddo | 17 settembre 2023 | 8 ottobre 2023    |
| 8  | Dopo che Akira, Kencho e Shizuka hanno provato il Paddleboard Yoga, il trio continua il loro viaggio dove incontrano una otaku tedesca di nome Beatrix Amerhauser. Akira accetta di aiutarla a consegnare il pesce a Takasaki poiché mangiare in un ristorante di sushi è nella sua lista dei desideri. Quando arrivano lì, Akira e Beatrix combattono un'orda di zombie fino a quando questi ultimi non vengono attirati via e uccisi in un'esplosione causata da Kencho e Shizuka. Tutti si divertono a mangiare sushi quella sera. Qualche tempo dopo, il quartetto arriva a una sorgente termale. Mentre si stanno divertendo, scoprono che è circondato e sono costretti a fuggire. Mentre è solo, Akira trova una sorgente termale apparentemente non occupata tra le montagne. Tuttavia, si imbatte in Shizuka dove hanno una conversazione sincera sull'amore prima di essere raggiunti da Kencho e Beatrix. |                   |                   |
| 9  | Tree House of the dead 「ツリーハウス オブ ザ デッド」 - Tsurīhausu obu za Deddo | 24 settembre 2023 | 15 ottobre 2023   |
| 9  | Akira, Kencho, Shizuka e Beatrix sono vicino a Gunma quando si imbattono in un tunnel barricato pieno di zombie. Mentre fanno una deviazione attraverso la foresta, salvano un vecchio di nome Masaru Kumano da un cinghiale zombificato. Un grato Kumano mostra al quartetto la casa sull'albero che sta costruendo, il che fa sì che un eccitato Akira dia una mano. Una volta completata la casa sull'albero, il quartetto si separa da Kumano. Dopo un po', arrivano finalmente al villaggio natale di Akira. Quando Akira si riunisce con i suoi genitori, ha difficoltà a ripagarli. Altrove, viene rivelato che il padre di Akira ha una ferita. Nel frattempo, un altro gruppo del villaggio sta completando una lista di cose da fare. |                   |                   |
| 10 | Hometown of the dead, 1 「ホームタウン オブ ザ デッド I」 - Hōmutaun obu za Deddo Wan | 25 dicembre 2023  | 5 febbraio 2024   |
| 10 | Mentre il quartetto si stabilisce nel villaggio di Akira, incontrano altri sopravvissuti della città vicina e lentamente imparano a conoscerli. Quella sera, Akira ascolta suo padre parlare del suo sogno di voler diventare un astronauta e di quanto sia piccolo il loro mondo una volta che riescono a esplorare di più. Nel frattempo, l'altro gruppo guidato da Kanta Higurashi, ex compagno di università di Akira e Kencho, abbatte le barriere che bloccano il tunnel e conduce presto gli zombie al villaggio, causando scompiglio e terrorizzando gli abitanti del villaggio lungo la strada. Akira e gli altri si rendono conto che una recinzione elettrificata ha intrappolato tutti nel villaggio, costringendoli a fare piani per evacuare il villaggio e contrattaccare. |                   |                   |
| 11 | Hometown of the dead, 2 「ホームタウン オブ ザ デッド II」 - Hōmutaun obu za Deddo Tsū | 25 dicembre 2023  | 5 febbraio 2024   |
| 11 | Mentre i membri del quartetto si azzuffano con gli altri del gruppo di Higurashi, Akira va a difendere i suoi genitori e gli altri sopravvissuti dagli zombie. Tuttavia, il padre di Akira decide di difendere la famiglia e getta Akira in casa per affrontare gli zombie da solo. In una serie di flashback, ogni membro del gruppo di Higurashi racconta i suoi peggiori ricordi prima dell'inizio della pandemia che ha causato il loro risentimento nei confronti della società. Hanno deciso di sfogare le loro frustrazioni distruggendo il villaggio, ma vengono invece ostacolati nei loro incontri con il gruppo di Akira. Prima che il padre di Akira venga trasformato in uno zombie, Higurashi lo salva ma poi lo tiene in ostaggio, schernendo Akira per dimostrare che è un bravo figlio. |                   |                   |
| 12 | Hometown of the dead, 3 「ホームタウン オブ ザ デッド III」 - Hōmutaun obu za Deddo Surī | 25 dicembre 2023  | 5 febbraio 2024   |
| 12 | Un flashback mostra come Higurashi sia passato da un bambino felice a un solitario antisociale, arrivando a disprezzare la società, specialmente le persone come Akira. Decide di prendersela con Akira e fargli scegliere tra lui e suo padre. Akira sembra trasformarsi in uno zombie, ma prende rapidamente il sopravvento su Higurashi. Viene rivelato che Akira si è travestito da zombie con l'aiuto di alcuni dei sopravvissuti per ingannare Higurashi. Quando Akira lo affronta, Higurashi ha un crollo nervoso mentre rivela che voleva solo avere degli amici. Dopo essere stato morso da uno zombie, Higurashi accetta il suo destino, sacrificandosi per guadagnare tempo mentre Akira e gli altri sopravvissuti tentano di evacuare il villaggio, ma si rendono conto che il ponte che li collega attraverso un canyon è stato distrutto. Fortunatamente, Kumano ha costruito un ponte appena in tempo. Akira e Kencho tengono il ponte mentre gli abitanti del villaggio evacuano, e riescono a malapena a fuggire. Gli abitanti del villaggio alla fine riescono a intrappolare di nuovo gli zombie nel tunnel e iniziano a ricostruire. Akira scopre che suo padre non è infetto e invece ha le emorroidi. Il quartetto fa presto piani per continuare i loro obiettivi per sopravvivere all'apocalisse zombie e lasciare il villaggio per esplorare il mondo e realizzare i loro sogni. |                   |                   |

### Film live action
Il 7 giugno 2022, durante il live streaming della Geeked Week, Netflix ha annunciato un adattamento cinematografico live-action basato sulla serie. È diretto da Yusuke Ishida e sceneggiato da Tatsuro Mishima. Akira Morii è stato accreditato come produttore, insieme a ROBOT e Plus One Entertainment. Le musiche sono eseguite da Kōhei Chida. La sigla è HoriZOM, eseguita da Ren. Il film è stato pubblicato il 3 agosto 2023.

## Accoglienza
La serie è stata nominata per l'Eisner Award nelle categorie Miglior edizione statunitense di materiale internazionale: Asia e Miglior pubblicazione umoristica nel 2022.
Briana Lawrence di The Mary Sue ha elogiato la premessa del manga per aver indotto il lettore a interessarsi non all'obiettivo di Akira ma al fatto che non gli importi del fatto che ci siano zombi in Giappone e di come trascorre il suo tempo libero. Il punto di vista di Akira sul mondo post-apocalittico è stato invece paragonato a una visione ottimistica della situazione mondiale durante la pandemia di COVID-19. Kara Dennison di Otaku USA ha affermato che la serie fornisce diversi messaggi positivi, come l'ottimismo di Akira nell'affrontare il mondo caotico e la visione generale del cast rispetto all'attuale status quo.